# Herndon (Virginia)
Herndon ist eine Stadt in Fairfax County im US-Bundesstaat Virginia und liegt ca. 35 km westlich von Washington, D.C. Das U.S. Census Bureau hat bei der Volkszählung 2020 eine Einwohnerzahl von 24.655 ermittelt. Aufgrund besonderer Verwaltungsstrukturen ist sie jedoch die größte sogenannte Incorporated Town des Countys.

## Geschichte
Die Stadt wurde 1858 gegründet und zu Ehren von Commander William Lewis Herndon benannt.

## Geographie
Herndon liegt direkt östlich des Flughafens Washington-Dulles-International.

## Wirtschaft
Durch die Nähe zum Flughafen haben sich hier einige Technologieunternehmen wie Network Solutions oder XO Communications angesiedelt. In Herndon befindet sich auch der Sitz der Bob Ross Inc, die den künstlerischen Nachlass des 1995 verstorbenen  Malers und Fernsehmoderators Bob Ross vermarktet.

## Verschiedenes
In Herndon liegt der Hauptsitz des International Institute of Islamic Thought (IIIT).

Partnerstadt von Herndon ist die Verwaltungsbezirk Runnymede in Surrey, England.